# Fabián Bustos
Fabián Daniel Bustos Barbero (Córdoba, 28 de março de 1969) é um treinador e ex-futebolista argentino que atuava como meio-campista. Atualmente comanda o Olimpia.

## Carreira como jogador
Revelado pelo San Lorenzo de Córdoba, jogou como meio campista em diversos clubes na Argentina, com uma passagem pelo Nacional antes de se mudar para o Equador, onde jogou por diversos clubes de várias divisões.
Ele voltou para a Argentina, onde terminou sua carreira de jogador.
Regressou ao Equador em 2009, desta vez como treinador, onde esteve à frente de vários clubes. Teve uma pequena passagem pelo Palmeiras de Goiás Futsal.

## Carreira como treinador
Estreou como treinador em 2009 pelo Manta, na temporada 2009.
Após isso, passou por diversos clubes no próprio Equador. Na temporada de 2018–19 foi campeão equatoriano com o Delfin, e a seguir assumiu o Barcelona de Guayaquil.
Em 2020, foi considerado o melhor treinador do Equador pela imprensa local e o segundo melhor do continente, pelo El País.
Foi campeão equatoriano em 2020 e levou o time às semifinais da Libertadores em 2021, quando foi eliminado pelo Flamengo.

### Santos
Em 2022, aceitou uma proposta do Santos para ser o treinador da equipe, após a saída de Fábio Carille. Foi a primeira experiência do treinador com um time fora do Equador, que sempre viu o mercado brasileiro como referência no continente.
Foi demitido do clube no dia 7 de julho de 2022, após a eliminação para o Deportivo Táchira na Copa Sul-Americana. Comandou o clube por 29 jogos, com oito vitórias, doze empates e nove derrotas. Seu time marcou 35 gols e sofreu 34.

### Retorno ao Barcelona de Guayaquil
Em 5 de setembro de 2022, foi anunciado seu retorno ao Barcelona de Guayaquil.

### América Mineiro
Em 8 de agosto de 2023, foi anunciado como novo técnico do América Mineiro, após a saída de Vagner Mancini para comandar o clube no Campeonato Brasileiro e na Copa Sul-Americana.
Em 9 de novembro de 2023, após ter seu rebaixamento confirmado na quarta-feira (8), o clube mineiro informou o desligamento do técnico argentino.

## Títulos como treinador
Delfín
- Ecuadorian Serie B: 2015
- Campeonato Equatoriano: 2019

Barcelona de Guayaquil
- Campeonato Equatoriano: 2020[10]